# Yểng quạ
Yểng quạ (tên khoa học: Eurystomus orientalis) là một loài chim trong họ Sả rừng.
Loài chim này có thể được tìm thấy ở khu vực miền đông châu Á và tây nam Thái Bình Dương, từ Nhật Bản qua Trung Quốc tới Ấn Độ, Đông Nam Á và khu vực miền bắc và miền đông Australia.

## Hình ảnh

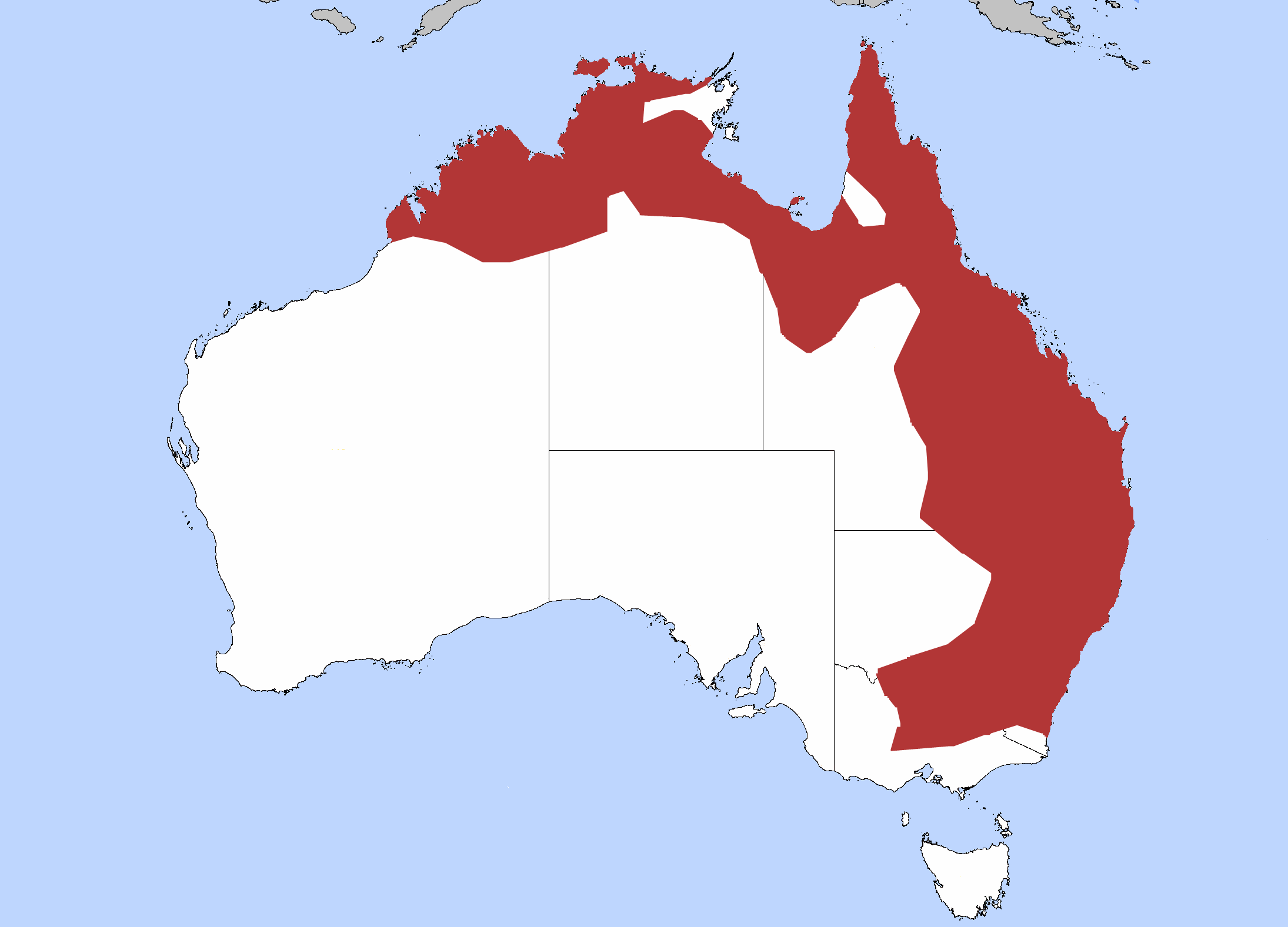
Phân bố của yểng quạ tại Australia.
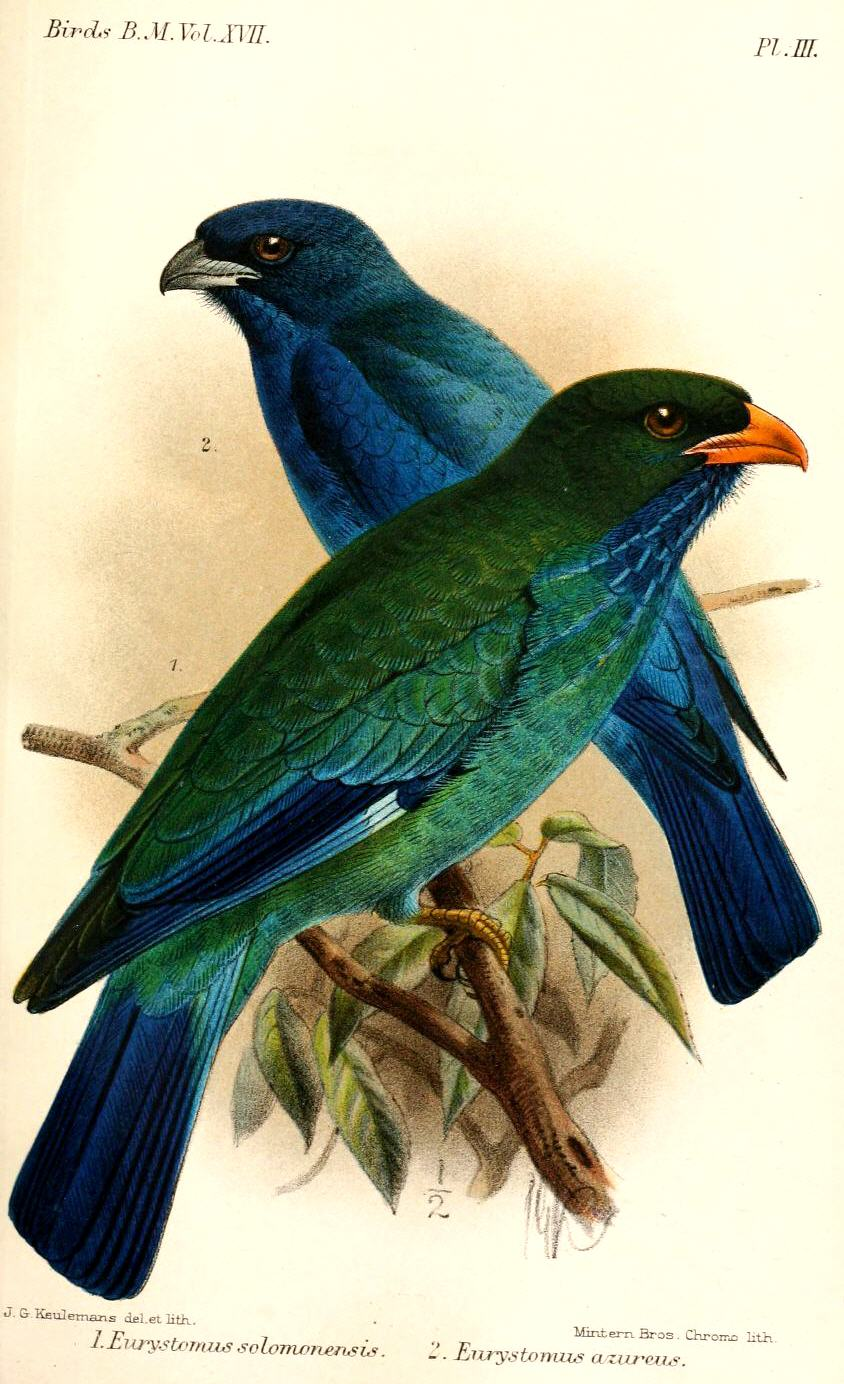
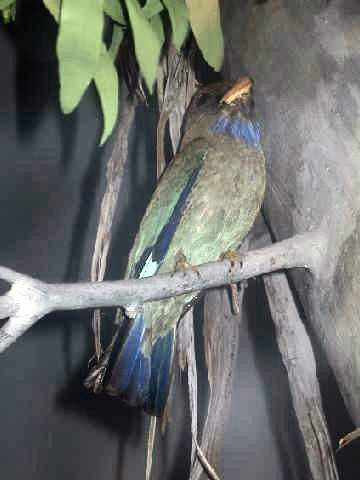